# Museo de Nuevo México
El Museo de Nuevo México es una colección de museos, sitios históricos, y servicios arqueológicos gobernados por el Estado de Nuevo México. Actualmente consta de seis divisiones: el museo de historia estatal del Palacio de los Gobernadores, el Museo de Arte de Nuevo México, el Museo de Arte y Cultura de la India, el Museo de Arte Popular Internacional, la división de arqueología y los sitios históricos estatales. Cada división dentro del Museo de Nuevo México se adhiere a las políticas decididas por la Junta de Regentes del Museo de Nuevo México, un grupo de residentes de Nuevo México designados por el gobernador con el consentimiento del Senado.

## Historia
El Museo de Nuevo México fue establecido el 19 de febrero de 1909 por la legislatura territorial de Nuevo México. Esta legislación anterior a la estadidad ordenaba que el Museo de Nuevo México se aloje en el histórico Palacio de los Gobernadores, en Santa Fe. A lo largo de los años, el Museo de Nuevo México agregó varias otras propiedades para incluir el Museo de Arte de Nuevo México, el Laboratorio de Antropología, el Museo de Arte Popular Internacional y los sitios históricos de Coronado, Fort Selden, Bosque Redondo Memorial en Fort Sumner, Jémez, Lincoln, El Camino Real Sitio histórico, el futuro sitio histórico Taylor Reynolds Barela Mesilla y Los Luceros.
Existía un acuerdo inusual con la Escuela de Arqueología Americana, financiada con fondos privados, en la que se le permitía a la escuela ocupar el Palacio de los Gobernadores sin pagar alquiler y el director de la escuela actuaría como director del museo. Este acuerdo duró hasta que el gobernador John Burroughs firmó un proyecto de ley el 2 de abril de 1959 obligando a la Escuela de Investigación Estadounidense a abandonar la propiedad estatal y la Junta de Regentes. El Museo de Nuevo México se ha reorganizado varias veces, más recientemente en 2004, cuando se creó el Departamento de Asuntos Culturales como departamento a nivel de gabinete.